# Бесплатная поездка
Бесплатная поездка (англ. A Free Ride) — короткометражный немой фильм в жанре Stag film, по-видимому, старейший сохранившийся порнографический фильм, произведённый в США. Режиссёр выступал под псевдонимом, актёры остались неизвестными. Копия фильма находится в коллекции Института Кинси. Среди исследователей не существует единого мнения относительно даты создания фильма, различные версии предполагают промежуток 1915—1923 годов. Судя по некоторым данным, уже в 1915 году фильм нелегально демонстрировался в закрытых мужских клубах и публичных домах. Несмотря на малую продолжительность ролика, в нём представлены коитус в разных позах, фелляция, триолизм и уролагния. Фильм поставлен непрофессионально, представляя набор отдельных эпизодов, которые вводятся обычным для кино того времени способом — поездкой на природу в автомобиле.

## Сюжет
Открывающие интертитры «Бесплатной поездки» обозначают настрой фильма как «на широких открытых пространствах, где мужчины есть мужчины и девушки будут девушками, холмы полны романтики и приключений». В фильме показаны две женщины, идущие вместе вдоль дороги возле своего дома. Богатый мужчина-автолюбитель на праворульном Haynes 50-60 Model Y Touring Car 1912 года прибывает и предлагает им прокатиться. После некоторого колебания женщины принимают его предложение и садятся рядом с ним на переднем сиденье. Затем мужчина целует и ласкает их. Позже, когда он мочится за деревом, женщины подглядывают за ним. Когда он собирается закончить, женщины быстро возвращаются в машину. После его возвращения, женщины мочатся за деревом, а мужчина тайно наблюдает за ними и становится сексуально возбуждённым. Женщины возвращаются в машину, и мужчина предлагает им выпить.
Затем мужчина и одна женщина входят в лес вместе и мастурбируют друг другу сто́я. Другая женщина, оставленная в машине, проявляет любопытство и следует за ними в лес. Увидев их, она становится сексуально возбуждённой и стимулирует себя. Между тем мужчина и предыдущая женщина занимаются сексом в миссионерской позиции. Вскоре после, другая женщина присоединяется к ним, и мужчина занимается с ней сексом в позе на коленях. Позже они занимаются сексом втроём, и одна из женщин впоследствии делает мужчине минет. Закончив половые акты, они возвращаются в машину.

## Производство

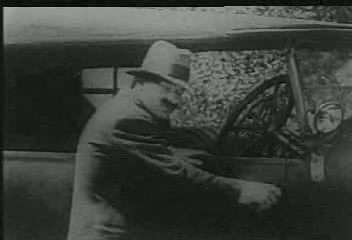
Актёр, носящий во время фильма большие поддельные усы и шляпу

Британский писатель Дэйв Томпсон в своей книге Black and White and Blue: Erotic Cinema from the Victorian Age to the VCR отмечает, что Дэвид Уорк Гриффит приписывается одним из источников в качестве режиссёра «Бесплатной поездки». Но это утверждение отвергается историком кинематографа Кевином Браунлоу и самим Томпсоном. Личности актёрского состава не раскрываются в титрах (в интертитрах сообщается: «В главных ролях — Jazz Girls»). Томпсон утверждает, что актёры не похожи на известных современных кинозвёзд немого кино. Он утверждает, что команда стремилась сделать актёров неидентифицируемыми, отметив, что актёр носит большие поддельные усы и шляпу. Когда усы актёра отделились до конца фильма, он спрятал своё лицо, пока усы не были привязаны. Томпсон отмечает, что некоторые исторические отчёты, которые он описывает как «случайные истории», предполагают, что актёры ранних порнографических фильмов были взяты из числа людей с низким социальным статусом, таких как бездомные, наркоманы, психические больные, проститутки и мелкие преступники. Томпсон утверждает, что документальных доказательств для этих утверждений почти нет, и предполагает, что у актёров, вероятно, был более высокий социальный статус.
«Бесплатная поездка» была снята на открытом воздухе. Согласно историку культуры Джозефу У. Слейду, есть легенда о том, что фильм был снят в Нью-Джерси. Большинство учёных, в том числе Эл Ди Лауро, Джеральд Рабкин и Джонатон Росс считают, что фильм был выпущен в 1915 году и является самым ранним сохранившимся американским хардкорным порнографическим фильмом. Обозреватель Los Angeles Times Джей Джонс отмечает, что «Бесплатная поездка» считается первым порнографическим фильмом, снятым в коммерческих целях. Автор Роберт К. Клеппер называет данный фильма «самым старым из сохранившихся порнофильмов». Дата производства — 1915 год — оспаривается некоторыми источниками. Согласно Институту имени Кинси по изучению секса, гендера и репродукции, фильм был сделан между 1917 и 1919 годами. Киновед Линда Уильямс также пишет, что утверждение, что «Бесплатная поездка» является самым ранним сохранившимся американским stag film, «сомнительно». Кевин Браунлоу пишет в своей книге Behind the Mask of Innocence, что «судя по моде, фильм был снят примерно в 1923 году». Томпсон утверждает, что доказательства, представленные для поддержки более поздней даты производства, являются низкопробными, но отмечает, что некоторые другие эксперты согласны с утверждением Браунлоу. Свидетельства, приводимые в поддержку даты производства в 1923 году, включают сходство одной из женских причёсок с причёской Мэри Пикфорд, актрисы, которая была на вершине славы в американской киноиндустрии в 1920-х годах. Сторонники более поздней даты утверждают, что женщина носила парик в стиле причёски Пикфорд. Тем не менее, Томпсон указывает, что кудрявые волосы в стиле причёски Пикфорд стали популярными в 1910-х годах, сославшись на интервью 1914 года в журнале Photoplay, в котором Пикфорд сказала, что она чувствовала себя измученной поступающими письмами, которые спрашивали о её волосах. Томпсон далее оспаривает утверждение о том, что женщина в фильме действительно носила парик.

## Выпуск и показ фильма
«Бесплатная поездка» была впервые показана её целевой аудитории в 1915 году. В то время невозможно было показать порнофильмы в публичных кинотеатрах из-за викторианских моральных взглядов современного общества. Как и в других порнографических фильмах той эпохи, «Бесплатная поездка» была выпущена и распространена подпольно, чтобы избежать цензуры. Вероятно, этот фильм был показан в публичных домах, джентльменских клубах, на незаконных собраниях людей в общественных местах, мальчишниках, и других сугубо мужских местах встреч: фильм был скрыт от общества и от правительства.

## Критический анализ

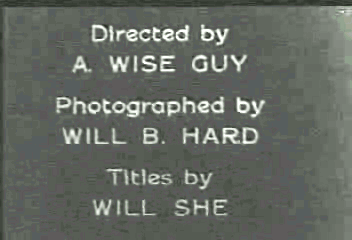
Начальные титры фильма

По словам Уильямс, «Бесплатная поездка» является типичным представителем жанра ранних порнофильмов, которые включали в себя вуайеризм. В фильме также показаны половые акты, минет, триолизм и уролагния. Подобно аргентинскому фильму El sartorio (около 1907—1915) и немецкому Am Abend (около 1910 года) «Бесплатная поездка» начинается с простых описательных рамок, а затем показывает признаки более обычного кино на короткий период и наконец, демонстрирует хардкорные сцены фрагментированным образом. Писатель Лоуренс О’Тул описал ранние stag film, такие как «Бесплатная поездка», как «бестолковое использование трясущейся камеры и небрежного монтажа». Однако, как и другие stag films из 1910-х годов, этот фильм имеет высшее качество для некоммерческих порнофильмов, которые были сняты до него.
Журналист Люк Форд пишет, что сексу уделяется особое внимание в «Бесплатной поездке». Фильм использует юмор в своих начальных титрах благодаря фальшивым именам (псевдонимам) актёров и членам съёмочной команды, такими как режиссёр — A. Wise Guy, оператор — Will B. Hard и автор титров — Will She. Уильямс описывает это как «грубый юмор» и утверждает, что это было распространено в американских stag films, произведённых с этого времени. Профессор Фрэнк А. Хоффман из Университета в Буффало пишет, что производственный стандарт фильма показывает, что были предыдущие эксперименты с stag film. О’Тул пишет, что, несмотря на элементарную природу фильмов, таких как «Бесплатная поездка», stag films стали испытывать «жёсткие ограничения в визуальных экспериментах» за короткий промежуток времени.
Хоффман отмечает, что «Бесплатная поездка» содержит множество основных составляющих, которые являются характеристиками исконного порнографического фильма. Он определяет эти основные составляющие как тщательно спланированное, но не сложное положение дел, чтобы обеспечить вводную мотивацию, визуальные стимулы сексуального возбуждения женщин: тема, которая обычно редко встречается на практике; прямое и очень быстрое соблазнение, а секс действует как центральная тема фильма.

## Восприятие и наследие
«Бесплатная поездка» была хорошо известным stag film 1910-х годов и, по словам Уильямс, рассматривается как классический порнографический фильм. Это один из трёх самых ранних порнофильмов, наряду с El sartorio и Am Abend, в коллекции Института Кинси. Документальный фильм 1970 года A History of the Blue Movie включает в себя сцены из этого фильма. Музей секса в Нью-Йорке показал «Бесплатную поездку» на своей первой выставке в 2002 году. Лиза Оппенгейм, кинорежиссёр из Нью-Йорка, переделала фильм в 2004 году без участия актёров; вместо этого события фильма были представлены «пейзажем и деревьями».